# Golbīn
Golbīn (persiska: گلبین) är en ort i Iran.   Den ligger i provinsen Khorasan, i den nordöstra delen av landet, 600 km öster om huvudstaden Teheran. Golbīn ligger 1 427 meter över havet och antalet invånare är 172.
Terrängen runt Golbīn är huvudsakligen kuperad, men den allra närmaste omgivningen är platt. Golbīn ligger nere i en dal. Runt Golbīn är det ganska tätbefolkat, med 56 invånare per kvadratkilometer. Närmaste större samhälle är Sāqī Beyg, 10,0 km nordost om Golbīn. Omgivningarna runt Golbīn är i huvudsak ett öppet busklandskap.